# Jälluntofta
Jälluntofta är kyrkbyn i Jälluntofta socken i Hylte kommun, Hallands län (Småland).
Jälluntofta kyrka byggdes 1860-62 och ersatte en medeltida kyrka. Jälluntofta camping är belägen vid sjön Jällundens strand. På området finns stugor och campingplatser. I Chalanderska museet i Jälluntofta finns konstsnickare Johannes Chalanders verkstad med arbetsskisser och verktyg och en del av de fantastiska möbler han tillverkade under sin levnad. Även sonen Daniel Chalanders urmakeriverkstad ingår i museet. Jälluntofta vandringsled är cirka elva kilometer lång och går genom omväxlande landskap. Leden har flera rastplatser och vindskydd. 